# 육사신
6사신(六思身, 산스크리트어: ṣaṭ cetanā-kāyāḥ)은 심조작(心造作) 즉 마음으로 하여금 의업(意業)을 짓고 만들게 하는 것을 본질적 성질[體]로 하고, 마음으로 하여금  선 · 불선 · 무기에 대해 작용하게 하는 것을 본질적 작용[業]으로 하는 마음작용인 사(思: 의지, 의사)를 그것의 발동근거인 6근(六根)에 따라 6종으로 나눈 것이다.
6사신(六思身)에서 신(身)은 집합 또는 복수를 나타내는 복수형 접미사로, 6사신은 6사(六思)와 같은 말이다.
경전과 논서에 따라 6사신의 각각을 지칭하는 명칭이 약간 다른데 《잡아함경》 등의 구역(舊譯)에서는 안촉생사(眼觸生思) · 이촉생사(耳觸生思) · 비촉생사(鼻觸生思) · 설촉생사(舌觸生思) · 신촉생사(身觸生思) · 의촉생사(意觸生思)라고 하고 있다.
《품류족론》《대비바사론》《유가사지론》《현양성교론》《집론》《잡집론》 등의 신역(新譯)에서는 안촉소생사(眼觸所生思) · 이촉소생사(耳觸所生思) · 비촉소생사(鼻觸所生思) · 설촉소생사(舌觸所生思) · 신촉소생사(身觸所生思) · 의촉소생사(意觸所生思)라고 하고 있다.

## 6사신

### 안촉생사
안촉생사(眼觸生思) 또는 안촉소생사(眼觸所生思)는 안촉으로 생기는 사 또는 안촉에서 생겨난 사로 번역된다.
안근과 색경과 안식의 화합인 안촉(眼觸)을 발동근거로 하여 안촉과 동시에 또는 그 후에 생겨나는 사(思), 즉 시각에 근거하여 일어나는 의지(意志: 어떤 일을 해내거나 이루어 내려고 하는 마음) 또는 의사(意思: 마음먹은 생각, 마음)를 말한다.
부파불교의 설일체유부의 논서 《아비달마품류족론》 제3권에 따르면,
안촉소생사(眼觸所生思)는 안근[眼]과 색경[色]을 연(緣: 원인 또는 간접적 원인)으로 하여 안식(眼識)이 생겨날 때, 안근 · 색경 · 안식의 3화합(三和合)으로 인해 촉[三和合故觸]이 생겨남과 동시에 또한 이 촉(觸)이 연(緣: 원인 또는 간접적 원인)이 되어서 생겨나는 사(思)이다.
이 때 안근이 안촉소생사의 증상(增上) 즉 소의(所依)가 되고 색경이 안촉소생사의 소연(所緣)이 된다. 안촉은 안촉소생사의 인(因: 직접적 원인)이 되고 집(集: 집기)이 되고 유(類: 등류)가 되고 생(生: 생겨나게 함, 생상)이 된다. 그리고 안촉소생사는 안촉소생작의(眼觸所生作意) 즉  안촉으로 인해 생겨난 작의(作意)와 상응한다.
안근에 의해 인식[識]되는 색경에 대한[於眼所識色] 모든 사(思: 심조작, 마음으로 짓고 만듦) · 등사(等思: 그 모두에 대한 심조작) · 증상등사(增上等思: 그 모두에 대한 뛰어난 심조작) · 이사(已思: 과거의 심조작) · 사류(思類: 심조작의 등류) · 심작의업(心作意業: 마음으로 의업을 지음)을 통칭하여 안촉소생사(眼觸所生思)라 이름한다.

### 이촉생사
이촉생사(耳觸生思) 또는 이촉소생사(耳觸所生思)는 이촉으로 생기는 사 또는 이촉에서 생겨난 사로 번역된다.
이근과 성경과 이식의 화합인 이촉(耳觸)을 발동근거로 하여 안촉과 동시에 또는 그 후에 생겨나는 사(思), 즉 청각에 근거하여 일어나는 의지(意志: 어떤 일을 해내거나 이루어 내려고 하는 마음) 또는 의사(意思: 마음먹은 생각, 마음)를 말한다.
부파불교의 설일체유부의 논서 《아비달마품류족론》 제3권에 따르면,
이촉소생사(耳觸所生思)는 이근[耳]과 성경[聲]을 연(緣: 원인 또는 간접적 원인)으로 하여 이식(耳識)이 생겨날 때, 이근 · 성경 · 이식의 3화합(三和合)으로 인해 촉[三和合故觸]이 생겨남과 동시에 또한 이 촉(觸)이 연(緣: 원인 또는 간접적 원인)이 되어서 생겨나는 사(思)이다.
이 때 이근이 이촉소생사의 증상(增上) 즉 소의(所依)가 되고 성경이 이촉소생사의 소연(所緣)이 된다. 이촉은 이촉소생사의 인(因: 직접적 원인)이 되고 집(集: 집기)이 되고 유(類: 등류)가 되고 생(生: 생겨나게 함, 생상)이 된다. 그리고 이촉소생사는 이촉소생작의(耳觸所生作意) 즉  이촉으로 인해 생겨난 작의(作意)와 상응한다.
이근에 의해 인식[識]되는 성경에 대한[於耳所識聲] 모든 사(思: 심조작, 마음으로 짓고 만듦) · 등사(等思: 그 모두에 대한 심조작) · 증상등사(增上等思: 그 모두에 대한 뛰어난 심조작) · 이사(已思: 과거의 심조작) · 사류(思類: 심조작의 등류) · 심작의업(心作意業: 마음으로 의업을 지음)을 통칭하여 이촉소생사(耳觸所生思)라 이름한다.

### 비촉생사
비촉생사(鼻觸生思) 또는 비촉소생사(鼻觸所生思)는 비촉으로 생기는 사 또는 비촉에서 생겨난 사로 번역된다.
비근과 향경과 비식의 화합인 비촉(鼻觸)을 발동근거로 하여 비촉과 동시에 또는 그 후에 생겨나는 사(思), 즉 후각에 근거하여 일어나는 의지(意志: 어떤 일을 해내거나 이루어 내려고 하는 마음) 또는 의사(意思: 마음먹은 생각, 마음)를 말한다.
부파불교의 설일체유부의 논서 《아비달마품류족론》 제3권에 따르면,
비촉소생사(鼻觸所生思)는 비근[鼻]과 향경[香]을 연(緣: 원인 또는 간접적 원인)으로 하여 비식(鼻識)이 생겨날 때, 비근 · 향경 · 비식의 3화합(三和合)으로 인해 촉[三和合故觸]이 생겨남과 동시에 또한 이 촉(觸)이 연(緣: 원인 또는 간접적 원인)이 되어서 생겨나는 사(思)이다.
이 때 비근이 비촉소생사의 증상(增上) 즉 소의(所依)가 되고 향경이 비촉소생사의 소연(所緣)이 된다. 비촉은 비촉소생사의 인(因: 직접적 원인)이 되고 집(集: 집기)이 되고 유(類: 등류)가 되고 생(生: 생겨나게 함, 생상)이 된다. 그리고 비촉소생사는 비촉소생작의(鼻觸所生作意) 즉  비촉으로 인해 생겨난 작의(作意)와 상응한다.
비근에 의해 인식[識]되는 향경에 대한[於鼻所識香] 모든 사(思: 심조작, 마음으로 짓고 만듦) · 등사(等思: 그 모두에 대한 심조작) · 증상등사(增上等思: 그 모두에 대한 뛰어난 심조작) · 이사(已思: 과거의 심조작) · 사류(思類: 심조작의 등류) · 심작의업(心作意業: 마음으로 의업을 지음)을 통칭하여 비촉소생사(鼻觸所生思)라 이름한다.

### 설촉생사
설촉생사(舌觸生思) 또는 설촉소생사(舌觸所生思)는 설촉으로 생기는 사 또는 설촉에서 생겨난 사로 번역된다.
설근과 미경과 설식의 화합인 설촉(舌觸)을 발동근거로 하여 설촉과 동시에 또는 그 후에 생겨나는 사(思), 즉 미각에 근거하여 일어나는 의지(意志: 어떤 일을 해내거나 이루어 내려고 하는 마음) 또는 의사(意思: 마음먹은 생각, 마음)를 말한다.
부파불교의 설일체유부의 논서 《아비달마품류족론》 제3권에 따르면,
설촉소생사(舌觸所生思)는 설근[舌]과 미경[味]을 연(緣: 원인 또는 간접적 원인)으로 하여 설식(舌識)이 생겨날 때, 설근 · 미경 · 설식의 3화합(三和合)으로 인해 촉[三和合故觸]이 생겨남과 동시에 또한 이 촉(觸)이 연(緣: 원인 또는 간접적 원인)이 되어서 생겨나는 사(思)이다.
이 때 설근이 설촉소생사의 증상(增上) 즉 소의(所依)가 되고 미경이 설촉소생사의 소연(所緣)이 된다. 설촉은 설촉소생사의 인(因: 직접적 원인)이 되고 집(集: 집기)이 되고 유(類: 등류)가 되고 생(生: 생겨나게 함, 생상)이 된다. 그리고 설촉소생사는 설촉소생작의(舌觸所生作意) 즉  설촉으로 인해 생겨난 작의(作意)와 상응한다.
설근에 의해 인식[識]되는 미경에 대한[於舌所識味] 모든 사(思: 심조작, 마음으로 짓고 만듦) · 등사(等思: 그 모두에 대한 심조작) · 증상등사(增上等思: 그 모두에 대한 뛰어난 심조작) · 이사(已思: 과거의 심조작) · 사류(思類: 심조작의 등류) · 심작의업(心作意業: 마음으로 의업을 지음)을 통칭하여 설촉소생사(舌觸所生思)라 이름한다.

### 신촉생사
신촉생사(身觸生思) 또는 신촉소생사(身觸所生思)는 신촉으로 생기는 사 또는 신촉에서 생겨난 사로 번역된다.
신근과 촉경과 신식의 화합인 신촉(身觸)을 발동근거로 하여 신촉과 동시에 또는 그 후에 생겨나는 사(思), 즉 촉각에 근거하여 일어나는 의지(意志: 어떤 일을 해내거나 이루어 내려고 하는 마음) 또는 의사(意思: 마음먹은 생각, 마음)를 말한다.
부파불교의 설일체유부의 논서 《아비달마품류족론》 제3권에 따르면,
신촉소생사(身觸所生思)는 신근[身]과 촉경[觸]을 연(緣: 원인 또는 간접적 원인)으로 하여 신식(身識)이 생겨날 때, 신근 · 촉경 · 신식의 3화합(三和合)으로 인해 촉[三和合故觸]이 생겨남과 동시에 또한 이 촉(觸)이 연(緣: 원인 또는 간접적 원인)이 되어서 생겨나는 사(思)이다.
이 때 신근이 신촉소생사의 증상(增上) 즉 소의(所依)가 되고 촉경이 신촉소생사의 소연(所緣)이 된다. 신촉은 신촉소생사의 인(因: 직접적 원인)이 되고 집(集: 집기)이 되고 유(類: 등류)가 되고 생(生: 생겨나게 함, 생상)이 된다. 그리고 신촉소생사는 신촉소생작의(身觸所生作意) 즉  신촉으로 인해 생겨난 작의(作意)와 상응한다.
신근에 의해 인식[識]되는 촉경에 대한[於身所識觸] 모든 사(思: 심조작, 마음으로 짓고 만듦) · 등사(等思: 그 모두에 대한 심조작) · 증상등사(增上等思: 그 모두에 대한 뛰어난 심조작) · 이사(已思: 과거의 심조작) · 사류(思類: 심조작의 등류) · 심작의업(心作意業: 마음으로 의업을 지음)을 통칭하여 신촉소생사(身觸所生思)라 이름한다.

### 의촉생사
의촉생사(意觸生思) 또는 의촉소생사(意觸所生思)는 의촉으로 생기는 사 또는 의촉에서 생겨난 사로 번역된다.
의근과 법경과 의식의 화합인 의촉(意觸)을 발동근거로 하여 의촉과 동시에 또는 그 후에 생겨나는 사(思), 즉 마음과 의근(意根: 과거 경험의 총체)과 정신적 사물[法]과의 접촉에 근거하여 일어나는 의지(意志: 어떤 일을 해내거나 이루어 내려고 하는 마음) 또는 의사(意思: 마음먹은 생각, 마음)를 말한다.
부파불교의 설일체유부의 논서 《아비달마품류족론》 제3권에 따르면,
의촉소생사(意觸所生思)는 의근[意]과 법경[法]을 연(緣: 원인 또는 간접적 원인)으로 하여 의식(意識)이 생겨날 때, 의근 · 법경 · 의식의 3화합(三和合)으로 인해 촉[三和合故觸]이 생겨남과 동시에 또한 이 촉(觸)이 연(緣: 원인 또는 간접적 원인)이 되어서 생겨나는 사(思)이다.
이 때 의근이 의촉소생사의 증상(增上) 즉 소의(所依)가 되고 법경이 의촉소생사의 소연(所緣)이 된다. 의촉은 의촉소생사의 인(因: 직접적 원인)이 되고 집(集: 집기)이 되고 유(類: 등류)가 되고 생(生: 생겨나게 함, 생상)이 된다. 그리고 의촉소생사는 의촉소생작의(意觸所生作意) 즉  의촉으로 인해 생겨난 작의(作意)와 상응한다.
의근에 의해 인식[識]되는 법경에 대한[於意所識法] 모든 사(思: 심조작, 마음으로 짓고 만듦) · 등사(等思: 그 모두에 대한 심조작) · 증상등사(增上等思: 그 모두에 대한 뛰어난 심조작) · 이사(已思: 과거의 심조작) · 사류(思類: 심조작의 등류) · 심작의업(心作意業: 마음으로 의업을 지음)을 통칭하여 의촉소생사(意觸所生思)라 이름한다.

## 같이 보기
| - 육육법(六六法) - 6내입처(六內入處) - 6외입처(六外入處) - 6식신(六識身) - 6촉신(六觸身) - 6수신(六受身) - 6애신(六愛身) - 육육법(六六法) - 6식신(六識身) - 6촉신(六觸身) - 6수신(六受身) - 6상신(六想身) - 6사신(六思身) - 6애신(六愛身) - 3사화합(三事和合) - 촉(觸) - 6촉(六觸) 또는 6촉신(六觸身) - 유대촉(有對觸) - 증어촉(增語觸) - 명촉(明觸) - 무명촉(無明觸) - 비명비무명촉(非明非無明觸) - 수(受) 또는 수온(受蘊) - 3수(三受) - 5수(五受) - 6수(六受) 또는 6수신(六受身) - 상(想) 또는 상온(想蘊) - 3상(三想) - 6상(六想) 또는 6상신(六想身) - 사(思) 또는 행온(行蘊) - 6사(六思) 또는 6사신(六思身) - 애(愛) 또는 탐(貪) - 3계탐(三界貪) - 욕탐(欲貪) · 유탐(有貪) - 욕탐(欲貪) · 색탐(色貪) · 무색탐(無色貪) - 6애(六愛) 또는 6애신(六愛身) - 5주지번뇌(五住地煩惱) - 견일처주지(見一處住地) - 욕애주지(欲愛住地) - 색애주지(色愛住地) - 유애주지(有愛住地) - 무명주지(無明住地) - 전식득지(轉識得智) - 대원경지(大圓鏡智) - 평등성지(平等性智) - 묘관찰지(妙觀察智) - 성소작지(成所作智) | - 3도: 견도 · 수도 · 무학도 - 견도: 16심 · 고법지인 - 무학도: 34심 - 성문 수행계위: 4향4과 - 보살 수행계위: 52위 - 현관: 4제현관 · 6현관 - 유루 · 무루 - 번뇌 · 잡염 - 근본번뇌 · 수면 - 3근본번뇌 · 6수면 · 7수면 · 10수면 - 설일체유부의 98근본번뇌 - 견혹: 설일체유부의 88근본번뇌 - 수혹: 설일체유부의 10근본번뇌 - 대승불교 일반의 5주지번뇌와 번뇌장 · 소지장 - 유식유가행파의 번뇌장 · 소지장 - 유식유가행파의 128근본번뇌 - 견혹: 유식유가행파의 112근본번뇌 - 수혹: 유식유가행파의 16근본번뇌 - 수번뇌 - 8전 · 10전 · 6번뇌구 - 유부무기와 불선 - 유부무기 - 욕계의 번뇌의 일부 · 색계의 번뇌 · 무색계의 번뇌 - 4근본번뇌 (말나식의 4번뇌: 아치 · 아견 · 아만 · 아애) - 불선 · 악 - 욕계의 번뇌의 대다수 - 불선근 - 5악 · 10악 - 108번뇌 - 9결 - 5개 |

## 참고 문헌
- 곽철환 (2003). 《시공 불교사전》. 시공사 / 네이버 지식백과. |title=에 외부 링크가 있음 (도움말)
- 무착 지음, 현장 한역, 이한정 번역 (K.572, T.1605). 《대승아비달마집론》. 한글대장경 검색시스템 - 전자불전연구소 / 동국역경원. K.572(16-157), T.1605(31-663). |title=에 외부 링크가 있음 (도움말)
- 세친 지음, 현장 한역, 송성수 번역 (K.618, T.1612). 《대승오온론》. 한글대장경 검색시스템 - 전자불전연구소 / 동국역경원. K.618(17-637), T.1612(31-848). |title=에 외부 링크가 있음 (도움말)
- 안혜 지음, 지바하라 한역, 조환기 번역 (K.619, T.1613). 《대승광오온론》. 한글대장경 검색시스템 - 전자불전연구소 / 동국역경원. K.619(17-641), T.1613(31-850). |title=에 외부 링크가 있음 (도움말)
- 안혜 지음, 현장 한역, 이한정 번역 (K.576, T.1605). 《대승아비달마잡집론》. 한글대장경 검색시스템 - 전자불전연구소 / 동국역경원. K.576(16-228), T.1606(31-694). |title=에 외부 링크가 있음 (도움말)
- (중국어) 무착 조, 현장 한역 (T.1605). 《대승아비달마집론(大乘阿毘達磨集論)》. 대정신수대장경. T31, No. 1605, CBETA. |title=에 외부 링크가 있음 (도움말)
- (중국어) 佛門網. 《佛學辭典(불학사전)》. |title=에 외부 링크가 있음 (도움말)
- (중국어) 세친 조, 현장 한역 (T.1612). 《대승오온론(大乘五蘊論)》. 대정신수대장경. T31, No. 1612, CBETA. |title=에 외부 링크가 있음 (도움말)
- (중국어) 안혜 조, 지바하라 한역 (T.1613). 《대승광오온론(大乘廣五蘊論)》. 대정신수대장경. T31, No. 1613, CBETA. |title=에 외부 링크가 있음 (도움말)
- (중국어) 안혜 조, 현장 한역 (T.1606). 《대승아비달마잡집론(大乘阿毘達磨雜集論)》. 대정신수대장경. T31, No. 1606, CBETA. |title=에 외부 링크가 있음 (도움말)